# Dwayne’s Photo
Koordinaten: 37° 20′ 12,7″ N, 95° 17′ 10,4″ W
Dwayne’s Photo ist ein Fotolabor in Parsons, Kansas, USA. Bekannt wurde es vor allem dadurch, dass es nach der Produktionseinstellung der Kodak-Kodachrome-Farbdiafilme  Mitte 2009 als weltweit letztes Kodak-zertifiziertes Labor diese noch bis zum 30. Dezember 2010 entwickelte, bevor ihm im folgenden Monat die Entwicklungsflüssigkeiten ausgingen.

## Geschichte
Dwayne Steinle (* 1931; † 2020) begann an der Highschool zu fotografieren. Während des Koreakrieges (1950 bis 1953) führte er ein Fotolabor bei der amerikanischen Armee. Nach seiner Rückkehr betrieb er mit einem geliehenen Fotovergrößerer ein Fotogeschäft und bis 1956 hatte er „Dwayne’s Photo“ gegründet. Als kleiner Filmverarbeitungsbetrieb gegründet, wuchs er schnell zu einem der führenden Fotoentwickler in den USA. Als in den 1980er Jahren der Gebrauch von 8-mm-Film und seinem Nachfolger Super-8 rückläufig wurde, schlossen die meisten Einrichtungen. Dwayne und einige andere Labore verarbeiteten eine Vielzahl von Filmtypen, wie Instamaticfilm/126-mm-Film, die nicht mehr hergestellt werden. In den frühen 1990er Jahren entschied er sich, in eine Ausrüstung für die Verarbeitung von Kodachrome zu investieren – ein komplexer und anspruchsvoller Prozess, der von nur 25 Fotolaboren weltweit durchgeführt wurde, selbst auf dem Höhepunkt seiner Popularität. Kodak stellte zuerst Kodachrome (2009) und dann die Herstellung der Chemikalien ein (2010). Am Mittag des 30. Dezember 2010 nahm Dwayne’s Photo die letzten Kodachrome-Rollen an, die jemals verarbeitet wurden.
Zwischen 2000 und 2010 war das Geschäft von einem hohen Umsatzrückgang aufgrund der weiterverbreiteten Migration der digitalen Fotografie betroffen und musste den Personalbestand von 200 Angestellten bis zum Jahr 2010 auf ungefähr 60 reduzieren. Zu dieser Zeit machte der „digitale“ Umsatz die Hälfte der Einnahmen des Unternehmens aus.

### Das Ende von Kodachrome
Dwayne’s Photo gab bekannt, dass Kodachrome-Filme nicht mehr von Kodak hergestellt werden und noch bis Ende Dezember 2010 weiterverarbeitet würden. Am 14. Juli 2010 meldete Dwayne, dass die endgültig letzte Filmrolle für den Fotoreporter des National Geographic, Steve McCurry, produziert werde. Die 36 Dias sind im George Eastman House in Rochester, New York, dem Stammsitz Kodaks, untergebracht. Die letzte Rolle des zu entwickelnden Kodachrome-Films belichtete Besitzer Dwayne Steinle mit einer Gruppenaufnahme der Dwayne’s-Photo-Mitarbeiter. Basierend auf dem Artikel der New York Times aus dem Jahr 2010 über diese Begebenheit, drehte der Regisseur Mark Raso 2017 den Film Kodachrome.
Die letzten Tage der Kodachrome-Farbverarbeitung von Dwayne’s Photo sind in dem Buch Kodachrome – End of the Run: Photographs from the Final Batches von Bill Barrett dokumentiert. Das Buch enthält Bilder aus dem Zeitraum eines Jahres, die von Fotostudenten der Webster University in St. Louis auf mehr als 100 Rollen Kodachrome-Film aufgenommen und von Dwayne am letzten Verarbeitungstag, dem 18. Januar 2011, entwickelt wurden, bevor die Verarbeitungschemikalien aufgebraucht waren.
Dwayne ließ zu diesem Anlass ein T-Shirt drucken, auf dem geschrieben steht:

Kodachrome

Paul (Simon) sang about it.

A state park was named after it.

National Geographic shot their most famous photos on it.

And we developed the last roll.

Das Lied des Singer-Songwriters Paul Simon, auf das Steinle in dem T-Shirt-Aufdruck Bezug nimmt, heißt ebenfalls Kodachrome und ist 1973 entstanden.
Der Kodachrome Basin State Park liegt in Utah.

## Film
2013 wurde die Geschichte des Labors und des Gründers in dem dokumentarischen Kurzfilm Dwayne’s Photo von Sarah George als Teil des Cross-Media Projektes „94 Elements“ gedreht. Dabei hat jedes Element des Periodensystems eine eigene Geschichte. Der Film bezieht sich auf Silber, das 47. Element. Silberhalogenide werden sowohl bei der Herstellung von Filmen als auch bei Fotopapier eingesetzt.